# Pohanské kameny
Die Pohanské kameny (deutsch Hain, auch Windmühlenberg, Götterhain, Hähnel und Michelsberg) sind ein Hügel in Tschechien. Die teilweise bewaldete Erhebung mit einer Höhe von 297 m.ü.m. liegt einen knappen Kilometer nördlich von Višňová an der polnisch-tschechischen Grenze. In der Scharte zum südlichen Nebengipfel (288 m.ü.m.) befindet sich das sagenumwobene  Felsgebilde Heidenstein (Pohanské kameny), auch Großer Stein.

## Geographie
Der Hügel erhebt sich linksseitig über dem Tal der Smědá (Wittig), gegen Süden liegt das Tal des Višňovský potok (Weigsdorfer Bach). An seinem östlichen Fuße befindet sich an der Bahnstrecke Liberec–Zawidów der Bahnhof Višňová. Östlich erhebt sich der Hradec (Abtsberg, 313 m), im Nordwesten der Větrný (Lohnberg, 385 m).
Umliegende Ortschaften sind Filipovka im Norden, Michalovice im Nordosten, Předlánce im Osten, Višňová im Süden, Wyszków im Südwesten sowie Wolanów und Saň im Nordwesten.

## Heidenstein
Die von einem Laubwäldchen umgebene Gruppe besteht aus sechs mächtigen Felsblöcken aus Rumburger Granit (50° 58′ N, 15° 1′ O), von denen fünf zusammen stehen, wobei einer, der Opfertisch, auf zwei anderen liegt und ein offenes Felsentor bildet. Der sechste Block steht getrennt durch einen Durchgang für zwei Personen abseits vom Hauptfelsen. Ursprünglich lag auf dem Hauptgebilde noch ein siebter Felsblock, der jedoch irgendwann abstürzte und zerbarst.
Das Felsgebilde wurde bis ins 19. Jahrhundert als Dolmen angesehen und im Volksmund als Druisteine, Götzentempel oder Opfertisch bezeichnet.
Um 1830 wurde das die Felsen umgebende Eichen- und Birkenwäldchen gerodet und in Ackerland umgewandelt, dadurch wurde der Felsen freigelegt und später über eine Stiege auch als Aussichtspunkt zugänglich gemacht. Vom Hain und Heidenstein bot sich ein weiter Blick über das Wittigtal bis zum Isergebirge sowie nach Westen in das von Küpper und Neiße durchflossene Zittauer Becken.
Um den Heidenstein ranken sich mehrere Sagen, darunter die vom Teufelskutscher und vom vergrabenen Goldschatz.

## Geschichte
Archäologische Funde belegen die Anwesenheit des Menschen am Heidenstein seit der Jungsteinzeit, er gehört damit neben dem Chlum (Hoher Hain) bei Raspenava zu den ältesten Siedlungsstätten im Isergebirgsvorland. Es wird vermutet, dass der Felsen ein vorchristlicher Kultplatz war.
Den Überlieferungen nach soll sich auf dem Hügel ein heiliger Hain (Opferhayn) befunden haben, nach dem die Haynstraße,  der Haynbrunnen und das Gut Hayn benannt waren. Noch zu Beginn des 17. Jahrhunderts gingen ältere Bewohner von Weigsdorf zum Sonnenauf- und -untergang zum Gebet auf den Heidenstein. Der Weigsdorfer Pfarrer Martin Nigert Tropanus bemerkte 1614 eine alte Frau beim Gebet auf dem Heidenstein. Sie erklärte ihm, dass sie schon mit ihrer Großmutter am Morgen und Abend zum Gebet auf den Berg, wo ein  Gottestempel gestanden habe, gegangen sei und sie dort näher in das Angesicht Gottes schauen könne als in der alten finsteren Kirche.
Bis 1635 gehörte der Hayn als Teil der Oberlausitz zum Königreich Böhmen und lag danach im Kurfürstentum Sachsen dicht an der böhmischen Grenze. Im Zuge des Grenzrezesses von 1848 wurde der Hayn bei der Grenzbereinigung um Weigsdorf wieder böhmisch und gehörte zum Kataster von Böhmisch Weigsdorf
Preusker beschrieb den Opferfelsen 1841 als altgermanischen Sonnentempel und sah einen Zusammenhang zum Venusstein an der Wittig bei Neu-Dörfel sowie den Felsen (Teufelsstuhl und Teufelsschüssel) bei Maxdorf (Wyszków), die jedoch bereits um 1820 gänzlich durch einen Steinbruch abgebrochen wurden, da alle drei Felsgebilde zueinander etwa die Form eines gleichseitigen Dreiecks bildeten.
Ernst Willkomm schrieb 1844: „Die Opfersteine bei Weigsdorf erinnern auffallend an das englische Stonehenge…“
Zu früherer Zeit waren bereits unglasierte Gefäßreste mit Figuren sowie abgeschliffene bzw. durchbohrte Steine als Reste von Steinäxten gefunden worden. In Kriegszeiten verbargen die Bewohner der Orte ihr Vieh und Habseligkeiten in den Höhlungen zwischen den Felsen.
Zur Sonnenwendfeier war der Felsen ein Treffpunkt der Jugend der umliegenden Oberlausitzer und böhmischen Dörfer, die sich dort zum Johannisfeuer trafen. Ebenso wurde er am Ostertag und zu Lätare von jungen Leuten aufgesucht. Als ein Weigsdorfer Gutsbesitzer die Felsen als Steinbruch nutzen wollte, widersetzten sich die Weigsdorfer.
Die auf dem Opfertisch in einem Halbkreis um eine Vertiefung angeordneten sieben kesselartigen Löcher sowie eine weitere runde Vertiefung auf einem angrenzenden Block (Teufelsstühle bzw. Teufelssitze) sah Preusker als von Menschen geschaffen an. Bei zwei weiteren, Sitzen ähnelnden Halbrundungen im nördlichen Teil des Heidensteines vermutete er eine natürliche Entstehung. Insgesamt sah er darin Anzeichen für eine frühere Nutzung des Heidensteins als vorchristliche Kultstätte.
Im Jahre 1895 untersuchte der Berliner Archäologe Rudolf Virchow die Felstöpfe auf dem Opfertisch im Zuge einer anthropologischen Studie zur Lausitzer Kultur und kam zu dem Schluss, dass es sich dabei um durch Witterungseinflüsse entstandene Vertiefungen handelt.
In der ersten Hälfte des 20. Jahrhunderts am Heidenstein durchgeführte archäologische Untersuchungen brachten Reste von Steinbeilen und andere Gegenstände aus der Jungsteinzeit zu Tage.
Nach dem Ende des Zweiten Weltkrieges blieben die Felder um den Heidenstein unbewirtschaftet, so dass sich um den Felsen wieder ein Wäldchen bildete, das heute jede Aussicht verhindert. Der unbewaldete Hauptgipfel bietet jedoch eine weite Aussicht.
An der Nordseite des Heidensteins befindet sich an der eisernen Stiege eine Marmortafel, die an die Untersuchung durch Rudolf Virchow erinnert.

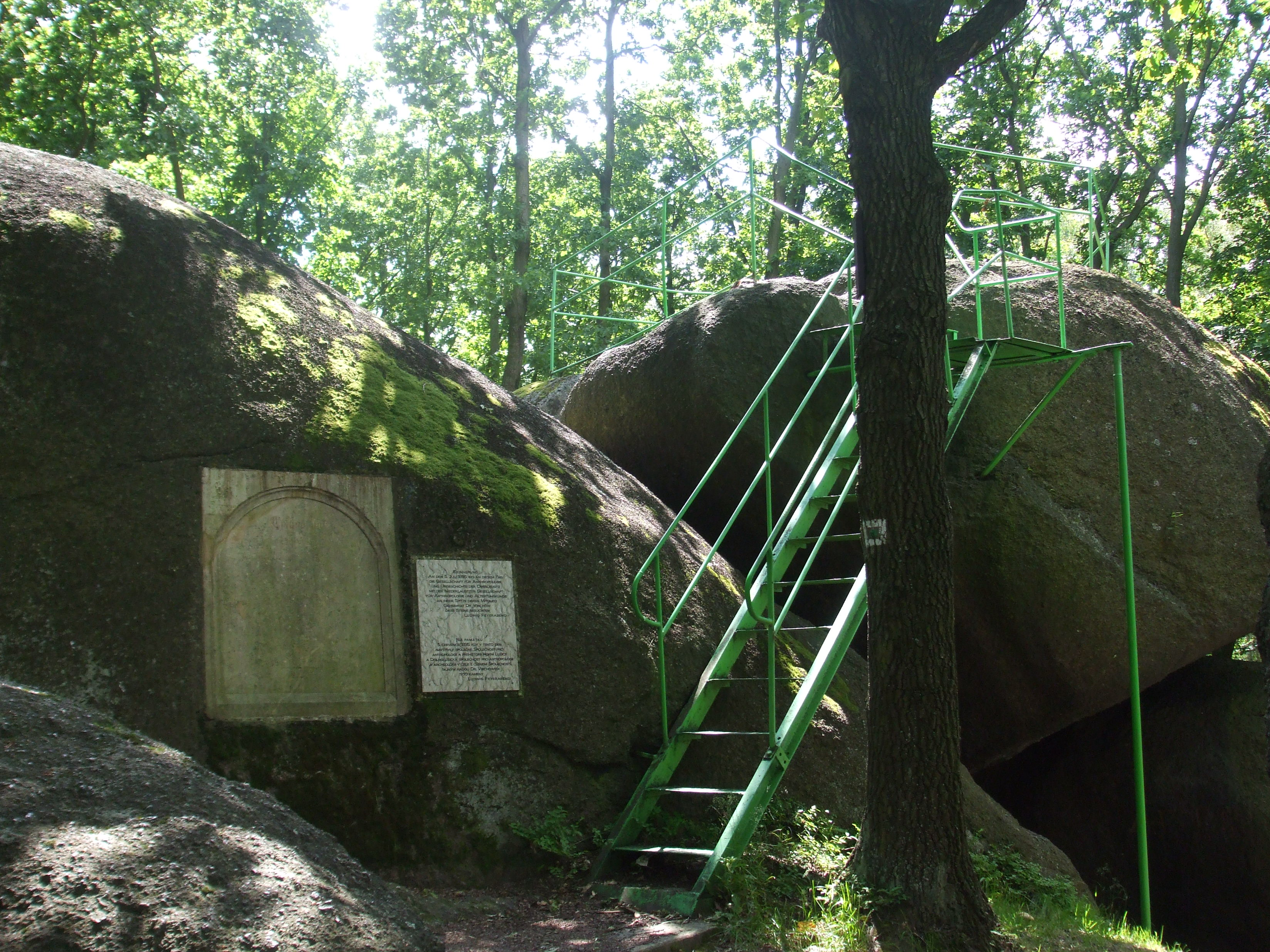
Heidenstein mit Aufstieg und historischer Gedenktafel von 1895
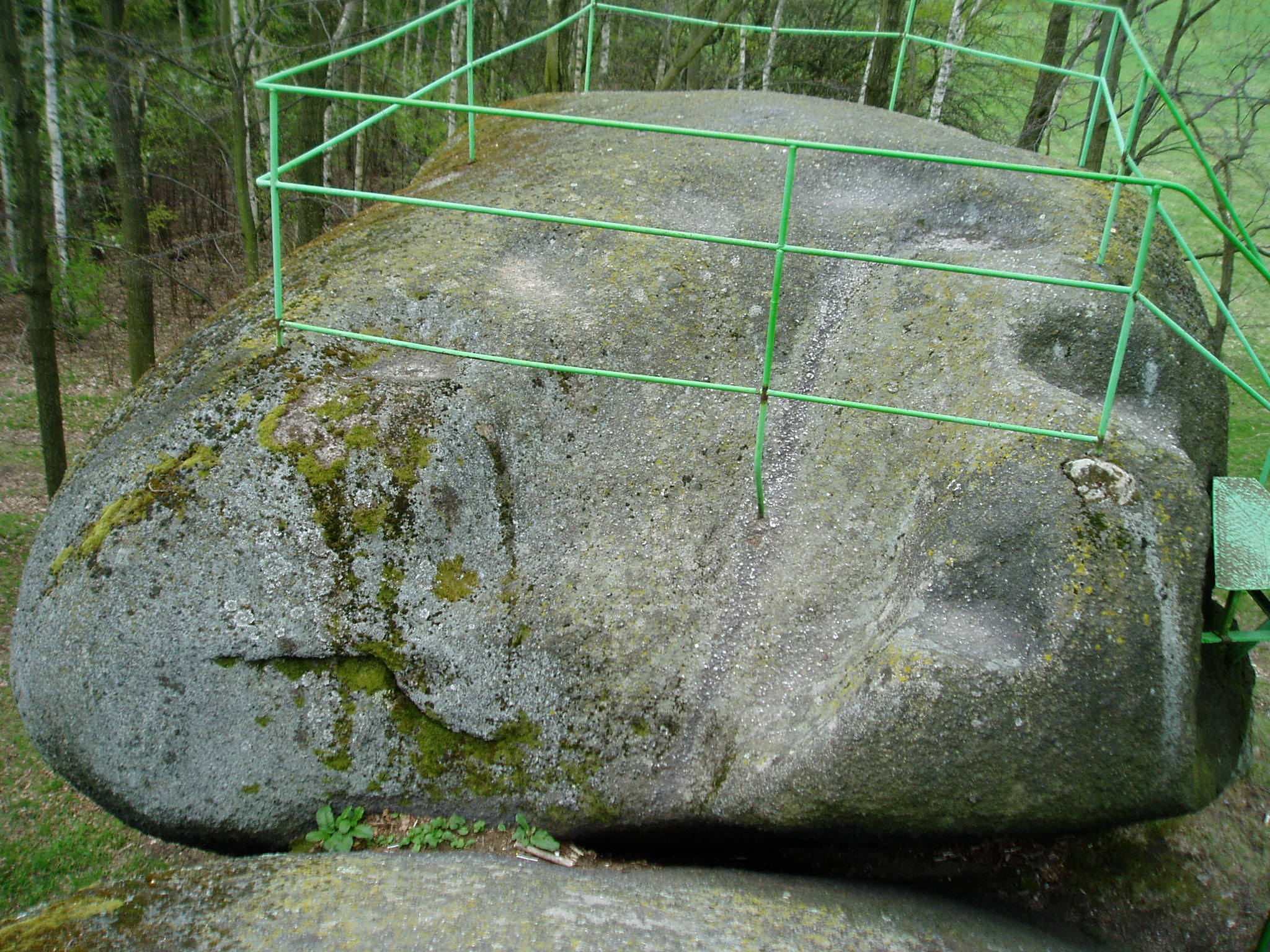
Gipfelstein des Heidensteins mit Auswitterungsmulden, den sogenannten Teufels- bzw. Priestersitzen

## Sonnenphänomen
Seit 2008 untersuchte die Fachgruppe Archäoastronomie der Volks- und Schulsternwarte "Bruno-H.-Bürgel" in Sohland/Spree verschiedene Felsen der Oberlausitz und benachbarter Regionen auf ihre Eignung für kalendarische Sonnenbeobachtungen. Das archäoastronomische Forschungsprojekt erhielt die Bezeichnung „Projekt- Götterhand“ und die Felsobjekte, welche das kalendarische Sonnenbeobachtungsphänomen aufweisen werden als „Sonnenheiligtümer der Oberlausitz“ angesprochen.
Am 17. April 2011 wurde auch das Felsentor des Pohanské kameny vermessen und festgestellt, dass es sich für die Beobachtung des Sonnenuntergangs der Sommersonnenwende und des Sonnenaufgangs der Wintersonnenwende eignet.
Zur Sommersonnenwende 2014 entstanden erste Fotoaufnahmen des Sonnendurchgangs im Felsentor auf Initiative von astronomisch Interessierten aus Kunratice u Frýdlantu.